# Institutul de Cercetări Hidrotehnice din Gdańsk al Academiei Poloneze de Științe
Institutul de Inginerie Hidraulică al Academiei Poloneze de Științe (în poloneză Instytut Budownictwa Wodnego Polskiej Akademii Nauk, acronim IBW PAN) este un institut științific al Academiei Poloneze de Științe, înființat în 1953 în Gdańsk. Misiunea sa este de a aplica metode tehnice de cercetare fundamentală și de a dezvolta tehnologii pentru utilizarea economică a apei.
IBW PAN este situat în Gdańsk; parcela experimentală a fost stabilită pe pârâul Oliwa⁠(d).
Institutul are trei departamente:
- Departamentul de mecanică costieră efectuând cercetări în natură în zona de coastă;
- Departamentul de mecanică a valurilor și dinamică a structurilor efectuând cercetări într-un laborator de hidraulică;
- Departamentul de geomecanică concentrându-se asupra studiului interacțiunii dintre construcții și terenul de fundare. [1][2]